# A buddhizmus terjedése a selyemúton

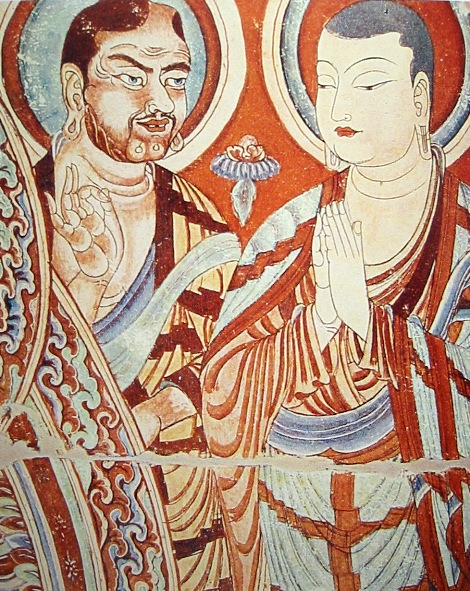
Egy kék szemű közép-ázsiai szerzetes tanít egy másik szerzetest a Bezeklik ezer buddha-barlangok egyik freskóján, 9–10. század, (Ujgúria).

Indiából kikerülve a buddhizmus a kereskedelmi útvonalak mentén, az azokon közlekedő karavánok és hittérítő szerzetesek segítségével haladt területről területre. Az útvonalak közül a legjelentősebben a selyemút mentén terjedt a buddhizmus. Így érkezett legelőször Kína területére is, a Han-dinasztia idején az 1–2. században.
Ebből az időből valók a Kína területén tevékenykedő buddhista szerzetesek (mind külföldi) első fordításai, feltehetően a Kusán Birodalom Tarim-medencébe való benyomulásának és a gréko-buddhizmus terjedésének következtében.
A közép-ázsiai és kínai buddhizmus közvetlen kapcsolata folytatódott a 3–7. századokban, egészen a Tang időszakig. A 4. századtól Fa-hszien (395–414), majd később Hszüan-cang (629–644) kínai buddhista szerzetesek észak-indiai zarándoklatai által lehetőség nyílt az eredeti források tanulmányozására is. Ebben az időszakban az India északi részét Kínával összekötő szárazföldi útvonalak többsége a buddhista Kusán, majd a Heftalita Birodalom fennhatósága alá tartoztak. Ezekben az évszázadokban az indiai buddhizmus és a nyugati hatások (gréko-buddhizmus) kereszteződésével számos iskola jött létre Közép-Ázsiában és Kínában.
Később a 7. században elérte Kínát az "ezoterikus buddhizmus" (vadzsrajána) indiai formája. A 8. században kialakult a vadzsrajána ágból a tibeti buddhizmus is. Azonban onnantól kezdve, hogy a muszlimok meghódították Transzoxániát és a 740-es években létrejött az Ujgur Birodalom, a buddhizmus terjedése a selyemúton egyre kevésbé volt számottevő.
A hinduizmus feltámadásának és a muszlim terjeszkedésnek köszönhetően ekkor már Indiában is hanyatlásnak indult a buddhizmus. A Tang-dinasztia időszaka utáni kínai buddhizmus elnyomás alá került a 9. században viszont még nem alakultak ki a koreai és japán hagyományok.

## A buddhizmus terjedése

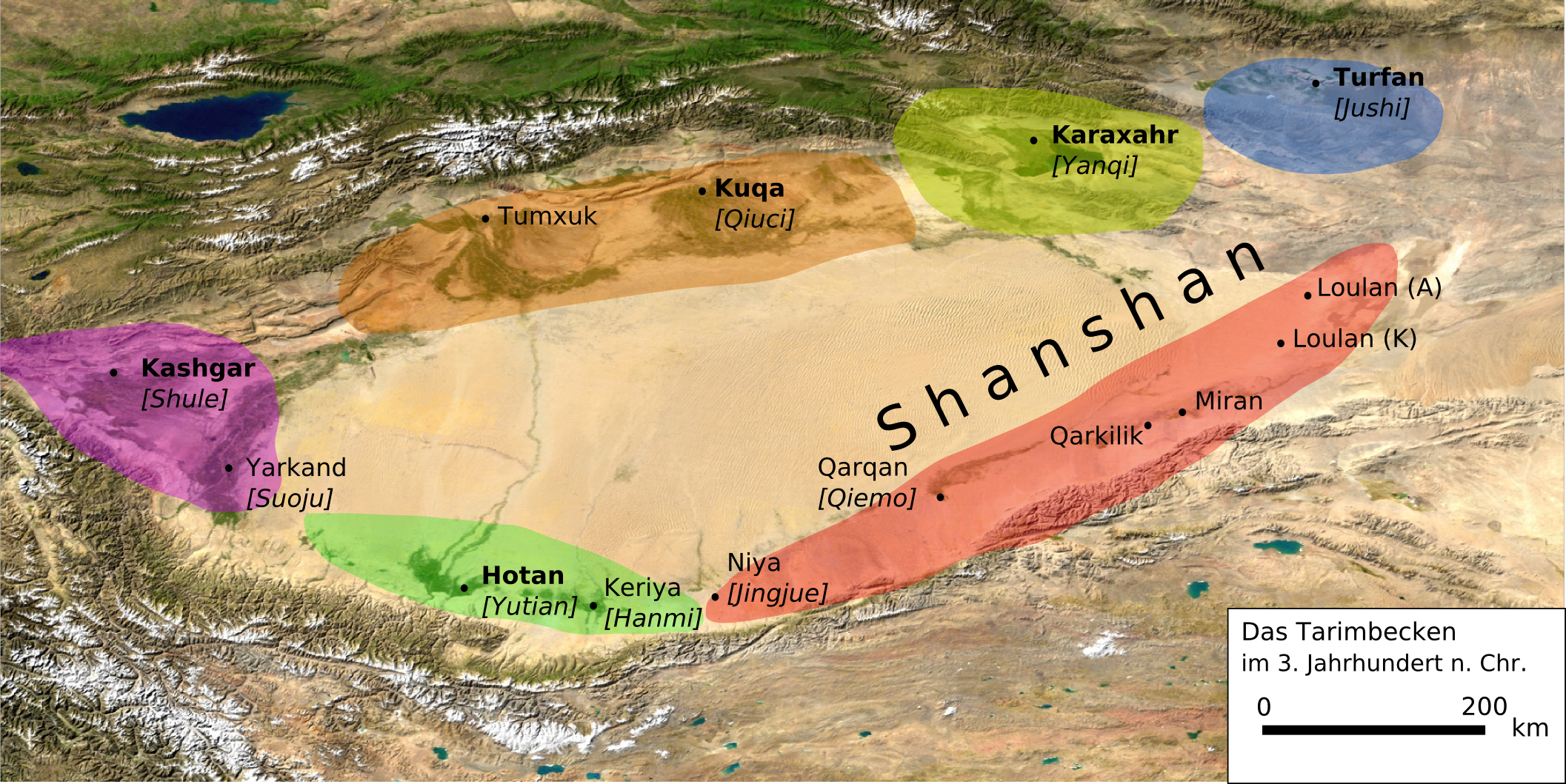
A Tarim-medence királyságai a 3. században.

### Első találkozások
A buddhizmus a selyemúton keresztül érkezett Kínába. A kínai selyemmel való igen jól jövedelmező kereskedés a Han-dinasztia (i. e. 206 – i. sz. 220) idején kezdődött ezen az útvonalon, amely a Földközi-tengertől elért a Nagy Sándor által létrehozott hellenisztikus királyságok (i. e. 323 – i. e. 63) rendszerén át a mai Afganisztánon és Tádzsikisztánon keresztül Kína határáig (Alexandreia-Eszaté – azaz a "Legtávolabbi Alexandria"). A selyemúton az első megálló a mai Afganisztán területén található, egykor hatalmas Görög-Baktriai királyság (i. e. 250 – i. e. 125) és a mai Pakisztán területén elhelyezkedő Indo-görög királyság (i. e. 180 – i. sz. 10) volt, amelyek közel 300 éven keresztül támogatták a buddhizmust (Gréko-buddhizmus).
Egy félig legendás történet szerint a buddhizmus a selyemúton keresztül akkor érkezett Kínába, amikor az 1. században a Han-dinasztia Ming császára egy követet küldött nyugatra. Az ebből a forrásból származó történetet azonban nem fogadja el mindenki. A tényleges kölcsönhatás az idegen országokkal csak a 2. században kezdődött, amikor a Kusán Birodalom behatolt a Kína területéhez tartozó Tarim-medencébe. Az első hittérítők és fordítók feltehetően pártusok, szogdok vagy kusánok voltak.

### Közép-ázsiai hittérítők

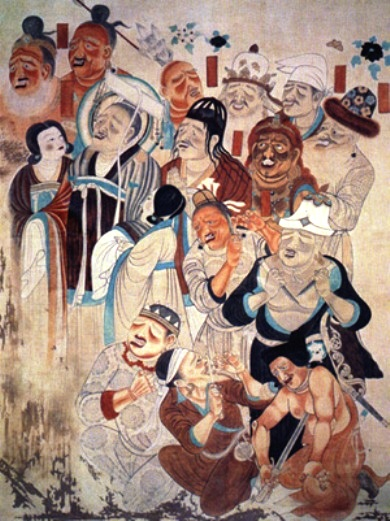
A selyemút népei. Mokao-barlangok, Tunhuang, Kína, 9. század

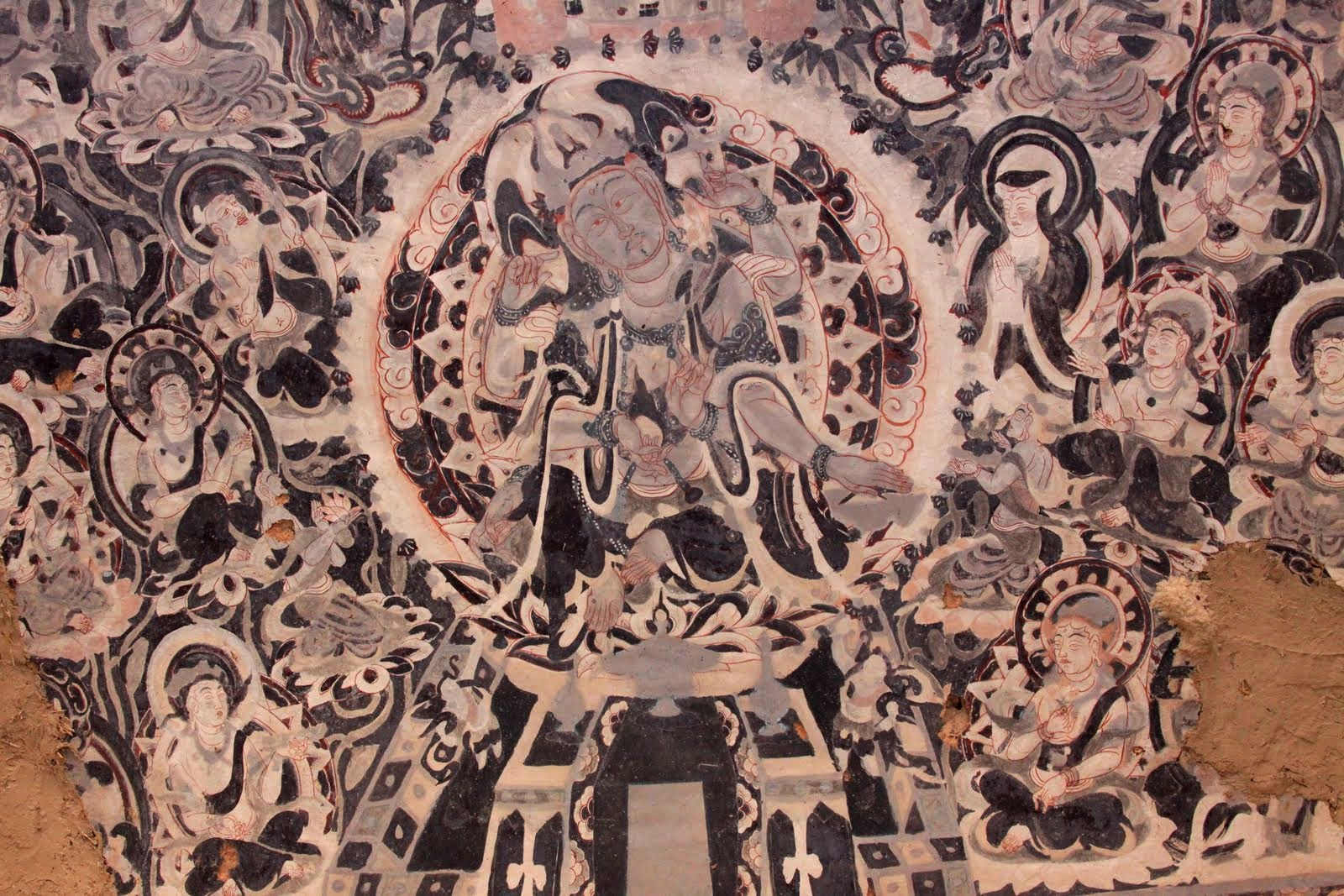
Bódhiszattva freskó. Közép-ázsiai behatásról árulkodó kínai festmény. Mogao-barlangok, Kína.

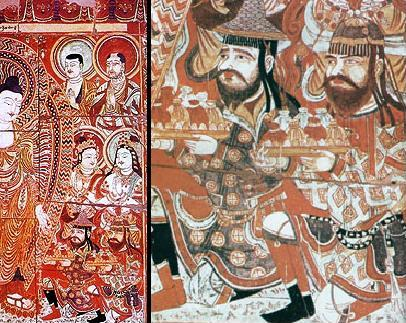
Szogdok adakoznak Buddhának (freskó), Bezeklik, Tarim-medence keleti része, Kína, 8. század

A 2. század közepén a Kusán Birodalom Kaniska király uralma alatt behatolt Közép-Ázsiába, olyan területeket foglalva el a Tarim-medencében, mint Kasgar, Hotan és Jarkand. Ennek következményeképpen jelentősen megerősödtek a kölcsönhatások az itteni népek között és hamarosan aktivizálódtak a közép-ázsiai szerzetesek olyan városokban, mint Lojang vagy olykor Nanking. Kiemelkedő jelentőségű fordítások származnak ebből az időszakból. Támogatták mind a hínajána és a mahájána szövegeket. Ebből az időszakból harminchét korai buddhista fordítás maradt fenn.

### Kínai zarándoklatok Indiába
A 4. századtól kezdve kínai zarándokok is elvándoroltak önállóan a selyemúton Indiába, a buddhizmus szülőföldjére, hogy az eredeti szövegekkel közelebbről is megismerkedhessenek. A kínai források szerint a legelső kínai felszentelt pap Csu Ce-hszing (Zhu Zixing) volt, aki 260-ban utazgatott Közép-Ázsiában a buddhizmus tanait keresve. Mégis Fa-hszien szerzetes indiai zarándoklatát tartják a legjelentősebbnek (395–414) ebben az időszakban, aki a selyemúton keresztül elért Indiába, hat évig tanulmányokat folytatott különböző kolostorokban, majd tengeren keresztül érkezett vissza Kínába. Hszüan-cang (Xuanzang) (629–644) és Hjecso Koreából utaztak Indiába. Az útbeszámolókból rengeteg értékes információ maradt fenn.

### Kereskedők
Az i. e. 5–6. században a kereskedelem és a készpénz egyre fontosabbá vált. A kereskedőknek jobban tetszett a buddhista erkölcs, mint a hagyományos vallásoké, amelyek úgy tűnt, hogy az újonnan kialakuló társadalmi osztályokkal nem igazán törődtek. A kereskedők támogatták a selyemút mentén lévő buddhista kolostorokat, cserébe a kolostorokban meg is szállhattak éjszakára. Ilyen módon a kereskedők elszállították távoli helyekre a buddhizmus tanait, valamint közreműködtek a közösségen belüli diaszpórák kialakításában, amelyek idővel a buddhista kultúrára épültek. Emiatt ezek a közösségek műveltségi központokká is váltak, amelyeknek jól szervezett piacaik és raktáraik voltak. A buddhizmus terjedése a selyemúton hozzávetőlegesen a 7. századig tartott, amikor az iszlám vallás hatalmas fejlődésnek indult.

### Hanyatlás
Közép-Ázsiában a buddhizmus a 7. században hanyatlásnak indult a muszlimok transzoxániai hadjáratával, amelynek fordulópontja a Talasz-folyó menti csata volt 751-ben. Ennek következményeképpen a helyi kusán buddhista kultúra teljesen eltűnt a Tarim-medencéből a 8. század második felében.
A 9. századtól az egyes túlélő buddhista iskolák egymástól függetlenül fejlődtek tovább. Az élénk kínai kultúra fokozatosan magába olvasztotta a buddhista tanításokat, míg egy jellegzetesen kínai buddhista irányzat alakult ki.
A Tarim-medence keleti részén a közép-ázsiai buddhizmus átmenekítődött a középkori ujgur Karakitán királyságba (lásd Bezeklik ezer buddha-barlangok), és a buddhizmus lett a Mongol Birodalom és a Csagatáj kánság vallása is. Ez a buddhizmus az ojrátokon keresztül eljutott kalmuk néphez is, akik a 17. században a Kaszpi-tenger mellett telepedtek le. Ezeket leszámítva a közép-ázsiai buddhizmus csak Tibetben és Mongóliában maradt fenn.

## Művészi hatások

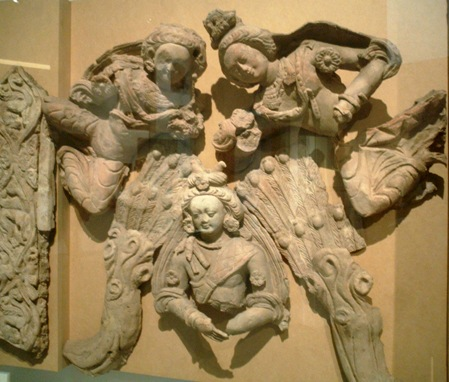
"A bodhiszattva hősi tartása", 6–7. századi terrakotta, Tumsuk (Hszincsiang)

A közép-ázsiai hittérítők a selyemút mentén jelentős hatással voltak a művészetekre is. Ez szemmel látható a Tarim-medencében található Szerindia művészetében a 2. és 11. század között, a mai Hszincsiang területén.
A szerindiai művészet gyakran Gandhára gréko-buddhista művészetéből ered. Ebben ötvöződik az indiai és a görög művészet.
Ennek a kölcsönhatásnak erőteljesen kínaiasított változata szintén megtalálható a Tarim-medence keleti részén, például Tunhuangban.
A selyemút művészi hatásai egészen Japánig terjedtek, például a japán istenek ábrázolásai az építészeti motívumokban. (lásd gréko-buddhista művészet).